# Lactarius decipiens
Lactarius decipiens (Lucien Quélet, 1886) este o specie de ciuperci necomestibile din încrengătura Basidiomycota în familia Russulaceae și de genul Lactarius. O denumire populară nu este cunoscută. Acest burete destul de răspândit coabitează, fiind un simbiont micoriza (formează micorize pe rădăcinile arborilor). În România, Basarabia și Bucovina de Nord trăiește în grupuri mai mici, pe diferite soluri proaspete, în păduri mai călduroase de foioase sau mixte, preferat sub fagi, mai rar în simbioză cu stejarul, uneori și prin parcuri (acolo, de asemenea, ocazional sub castani). Apare de la câmpie la deal, din (mai) iunie până în octombrie.

## Taxonomie
Numele binomial a fost determinat drept Lepiota decipiens de renumitul micolog francez Lucien Quélet în volumul 14 al jurnalului științific Comptes Rendus de l´Association Française pour l´Avancement des Sciences din 1881, fiind și numele curent valabil (2020).
Toate celelalte denumiri sunt acceptate sinonim, dar, nefiind folosite, sunt neglijabile.
Epitetul este derivat din cuvântul latin (latină decipere=între altele: a înșela, a trage în eroare, a nu fi observat), datorită faptului, că soiul este ușor de confundat cu alte specii.	

## Descriere

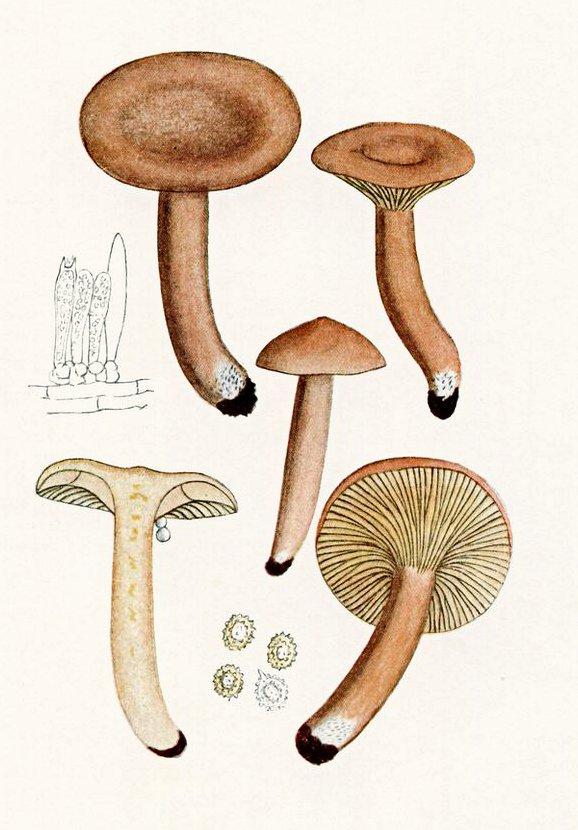
Bres.: Lactarius rubescens

- Pălăria: are un diametru de 3,5–7 (9)cm, este nu prea cărnoasă, inițial boltită, mai târziu aplatizată, prezentând ocazional un gurgui mic central, iar la bătrânețe adâncită până în formă de pâlnie. Marginea, la început răsfrântă spre inferior și netedă, este în vârstă crestată, nu rar ondulată și răsfrântă în sus, uneori chiar și canelată. Cuticula, în tinerețe brumată fin, este netedă, mată, uscată până puțin lipicioasă, și fără zone concentrice. Coloritul este ocru-roz, spre mijloc mai închis, brun-roz sau sumbru cărămiziu, și spre margine mai deschis, palid roșu de somon.
- Lamelele: sunt subțiri până de lățime medie, îndesate, bombate, cu muchii netede, lame neregulate și bifurcate, fiind aderate sau dințat decurente la picior. Coloritul este în tinerețe albicios, devenind tot mai mult gălbui-carneu până chiar roșu de somon.
- Piciorul: are o înălțime de 3-6 (8) cm și o grosime de 1-1,3 (1,5)cm, este neted, uscat, cilindric, uneori ceva îndoit, inițial plin, apoi împăiat cu cavități pe dinăuntru. Coloritul suprafeței este ocru-roz până la mai puternic sau mai slab roșu de somon, uneori cu o tentă portocalie. Nu prezintă o zonă inelară.
- Carnea: destul de fragilă este crem-gălbuie cu nuanțe de roz și nu se decolorează, odată tăiată. Mirosul este în stadiu timpuriu aproape imperceptibil, dar repede fructuos, amintind de frunze de mușcate fărâmițate, iar gustul, în primul moment blând, devine repede amar și foarte iute.
- Laptele: curge abundent, este la început alb, dar schimbă după 1-5 minute în galben de sulf. Gustul este și el amar și foarte iute.[3][4]
- Caracteristici microscopice: are spori apiculați, globuloși de 7-8 microni și/sau slab ovoidali de 8-10 x 7-9 microni, fiind amiloizi (ce înseamnă colorabilitatea structurilor tisulare folosind reactivi de iod), hialini (translucizi) și acoperiți cu crestături proporționate precum cu negi destul de lați (0,4-1,2µm), dar nu ascuțiți, și complet reticulați. Pulberea lor este crem-gălbuie. Basidiile cu în mod normal 4 sterigme fiecare sunt îngroșat clavate,  măsurând 40-50 × 9-10 microni. Cistidelele (elemente sterile situate în stratul himenal sau printre celulele din pielița pălăriei și a piciorului, probabil cu rol de excreție) sunt fusiforme cu o dimensiune de 40-65 × 10-12 microni.[7] Prezintă o mulțime de  pleurocistide (elemente sterile situate în himenul de pe fețele lamelor) îngust conice până fusiforme cu vârfuri preponderent ascuțite de 40-90 (100) x 6-9,5 microni. Cheilocistidele (elemente sterile situate pe muchia lamelor) fusiforme, în vârf deseori puțin neregulate, în mod normal ascuțite sau strânse ca un  șirag de perle, măsoară 25-50 (60) x 4,5-8,5 microni. Pileocistidele (elemente sterile de pe suprafața pălăriei) formează un strat gros de hife ascendente și împletite cu o dimensiune de 30-100µm și pereți parțial gelatinoși. Capetele hifelor măsoară 20-65 × 3-6 microni. Hifele sub-cuticulei de 13-15 (17)µm lățime sunt mai mult sau mai puțin umflate.[8][9]
- Reacții chimice: carnea se decolorează cu acid azotic imediat ocru-portocaliu, cu guaiacol după o jumătate de oră vinaceu, buretele cu Hidroxid de potasiu imediat gri-brun-măsliniu, iar cuticula carneu-măsliniu, carnea cu sulfat de fier palid gri-verzui, și cu tinctură de Guaiacum după vreo 10 minute gri-verzui.[10][11]

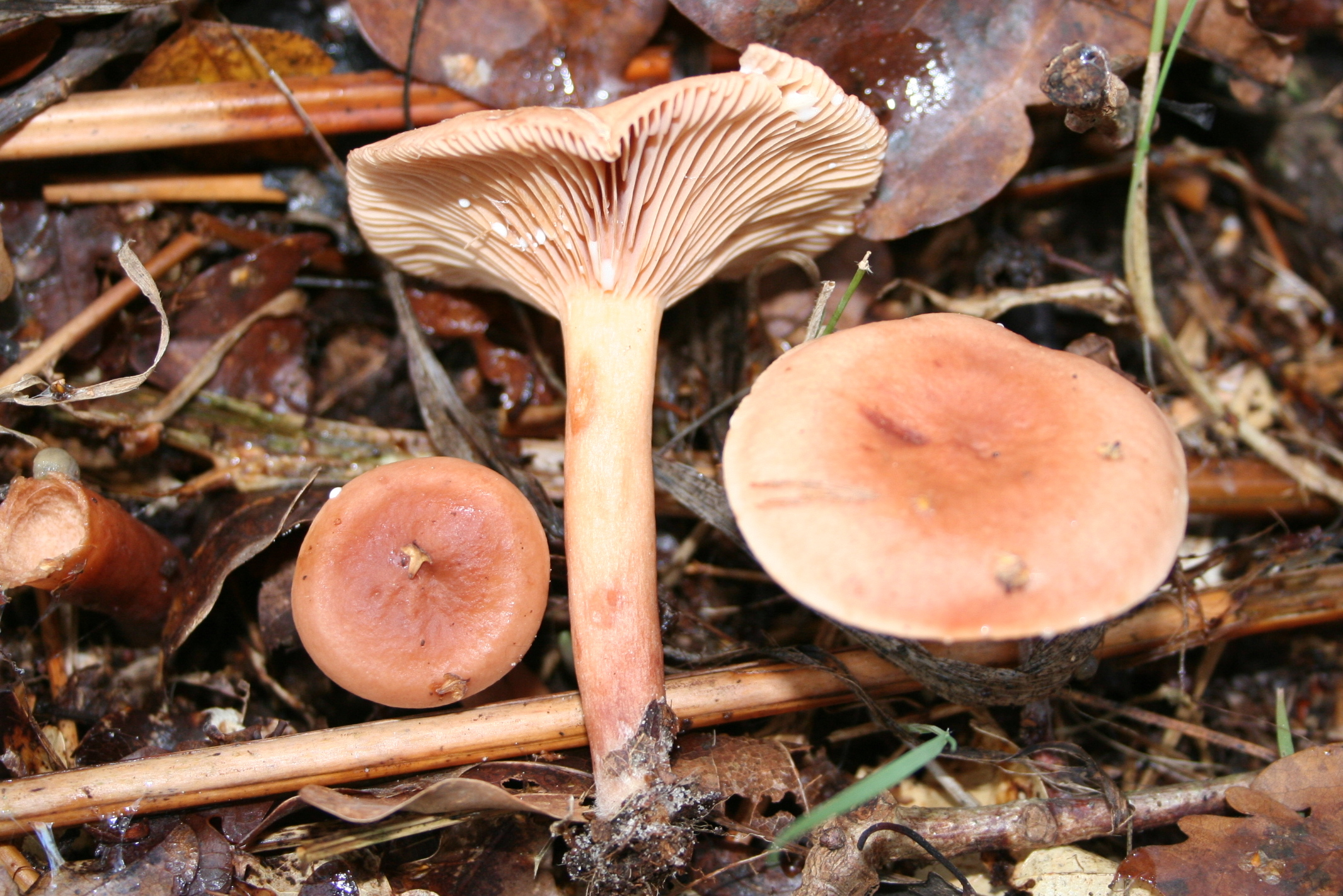
L. decipiens, lamele și picior
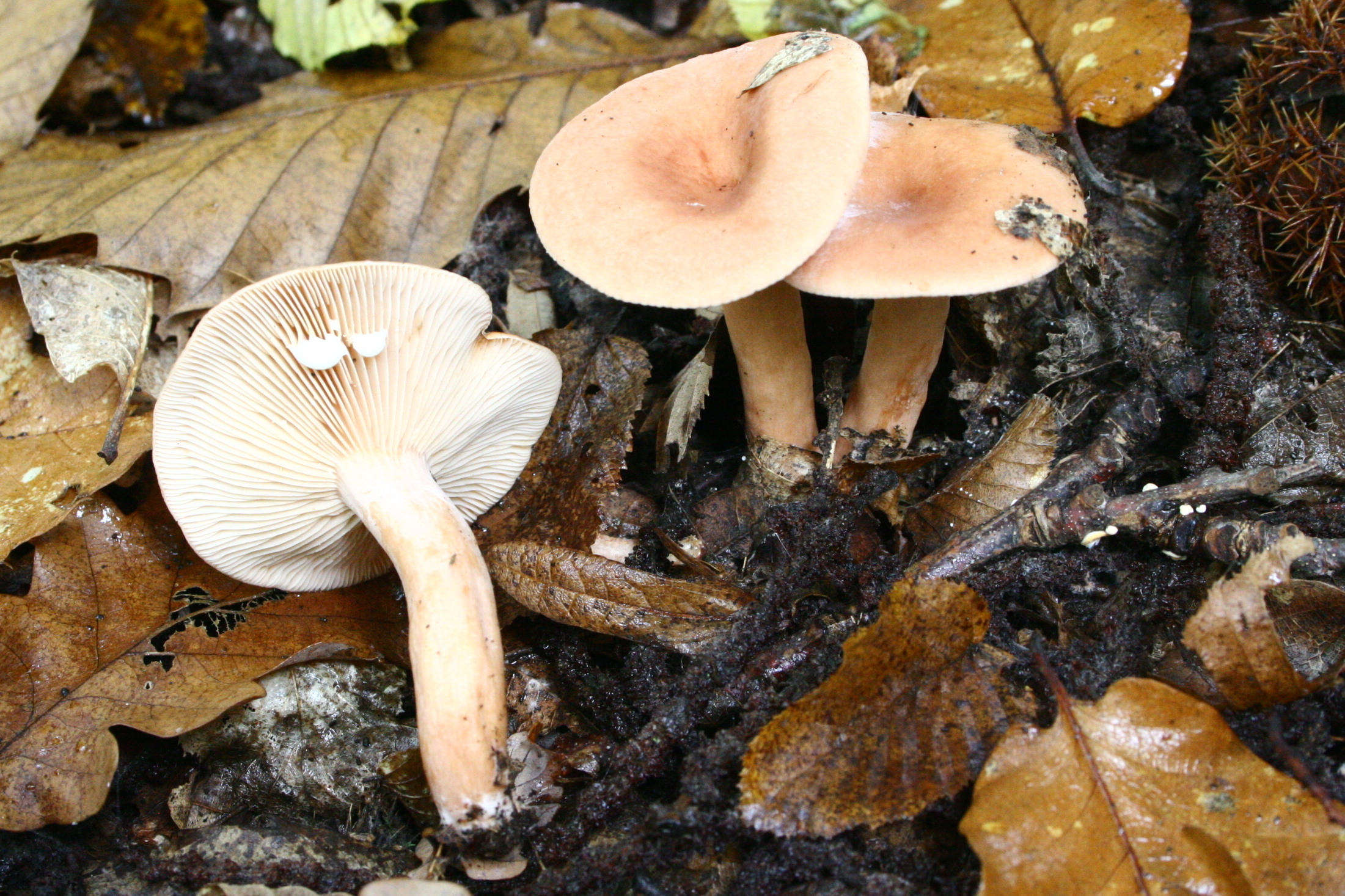
L. decipiens mai tineri
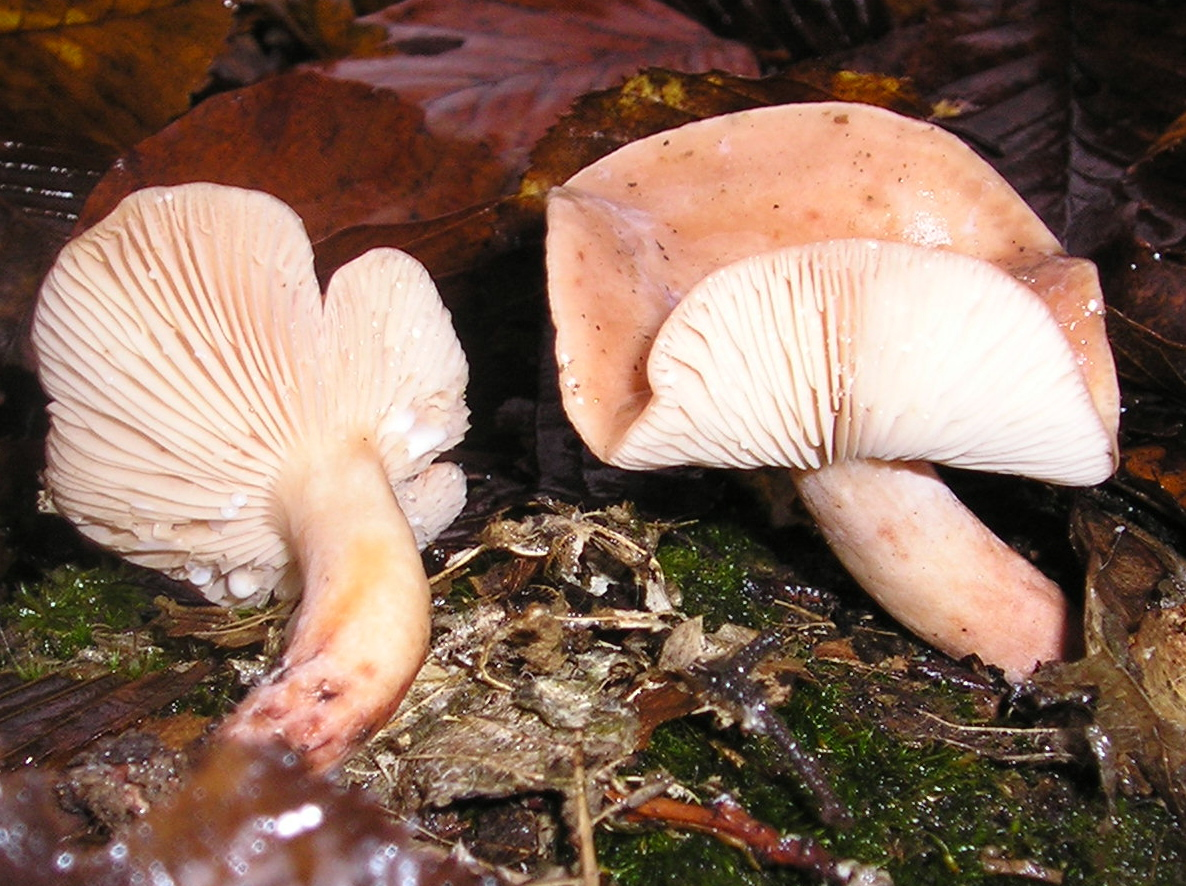
L. decipiens mai bătrâni

## Confuzii
Această ciupercă poate fi confundată preponderent cu specii asemănătoare, în majoritate necomestibile sau otrăvitoare amare și/sau iute. Exemple sunt: Lactarius acris (necomestibil), Lactarius albocarneus (necomestibil), Lactarius aurantiacus (limitat comestibil), Lactarius azonites (necomestibil), Lactarius blennius (necomestibil), Lactarius chrysorrheus (necomestibil), Lactarius circellatus (necomestibil), Lactarius flexuosus (necomestibil), Lactarius fluens (necomestibil), Lactarius fuliginosus (necomestibil), Lactarius fulvissimus (comestibil), Lactarius glyciosmus (condiționat comestibil), Lactarius hepaticus (necomestibil, amar și iute, crește sub pini), Lactarius lilacinus (necomestibil), Lactarius porninsis (comestibil), Lactarius pubescens (otrăvitor), Lactarius pyrogalus (necomestibil), Lactarius rufus (necomestibil), Lactarius subdulcis (comestibil), Lactarius tabidus (necomestibil, mai mic, pe mușchi), Lactarius theiogalus (restrâns comestibil, ceva iute, crește prin păduri de foioase și de conifere în locuri mocirloase), Lactarius trivialis (necomestibil), Lactarius turpis (posibil letal), Lactarius uvidus (necomestibil), Lactarius vietus (necomestibil) și Lactarius zonarius (necomestibil).

## Specii asemănătoare în imagini

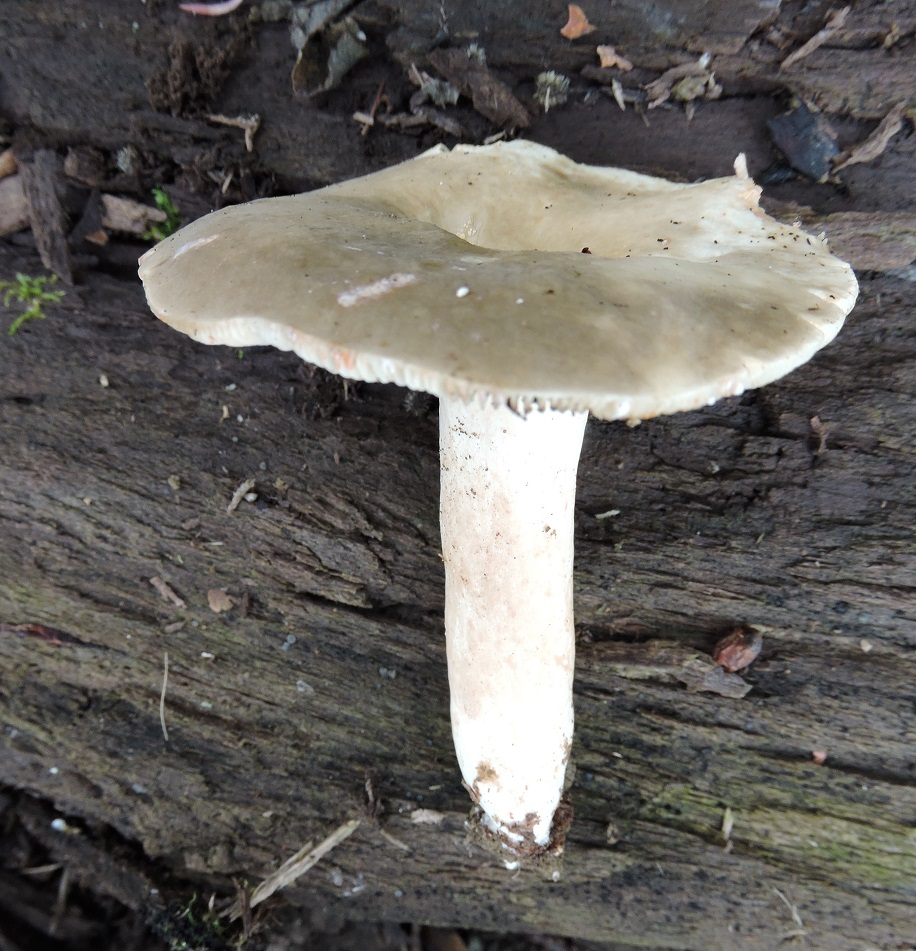
!Lactarius acris!
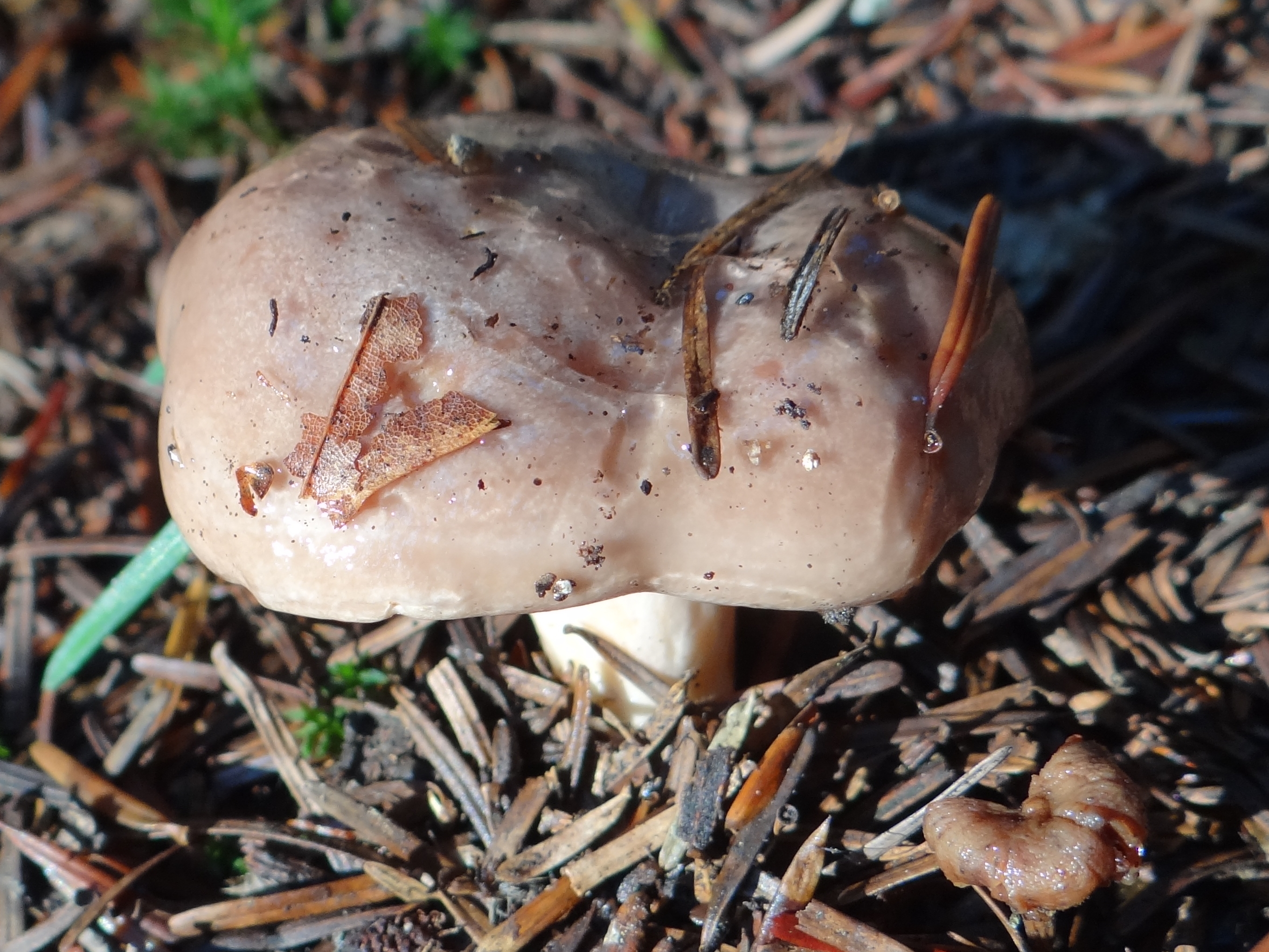
!Lactarius albocarneus!
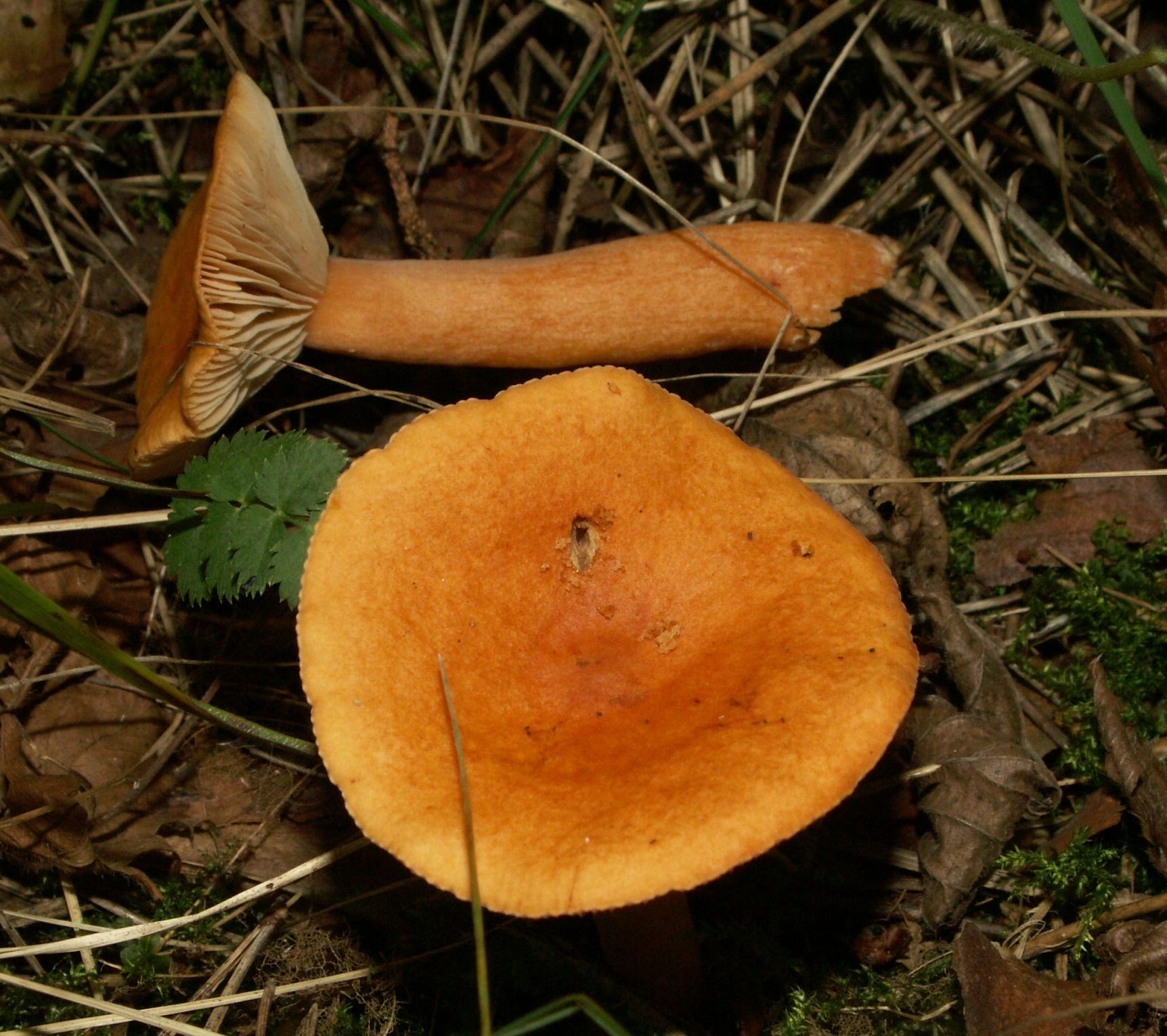
Lactarius aurantiacus
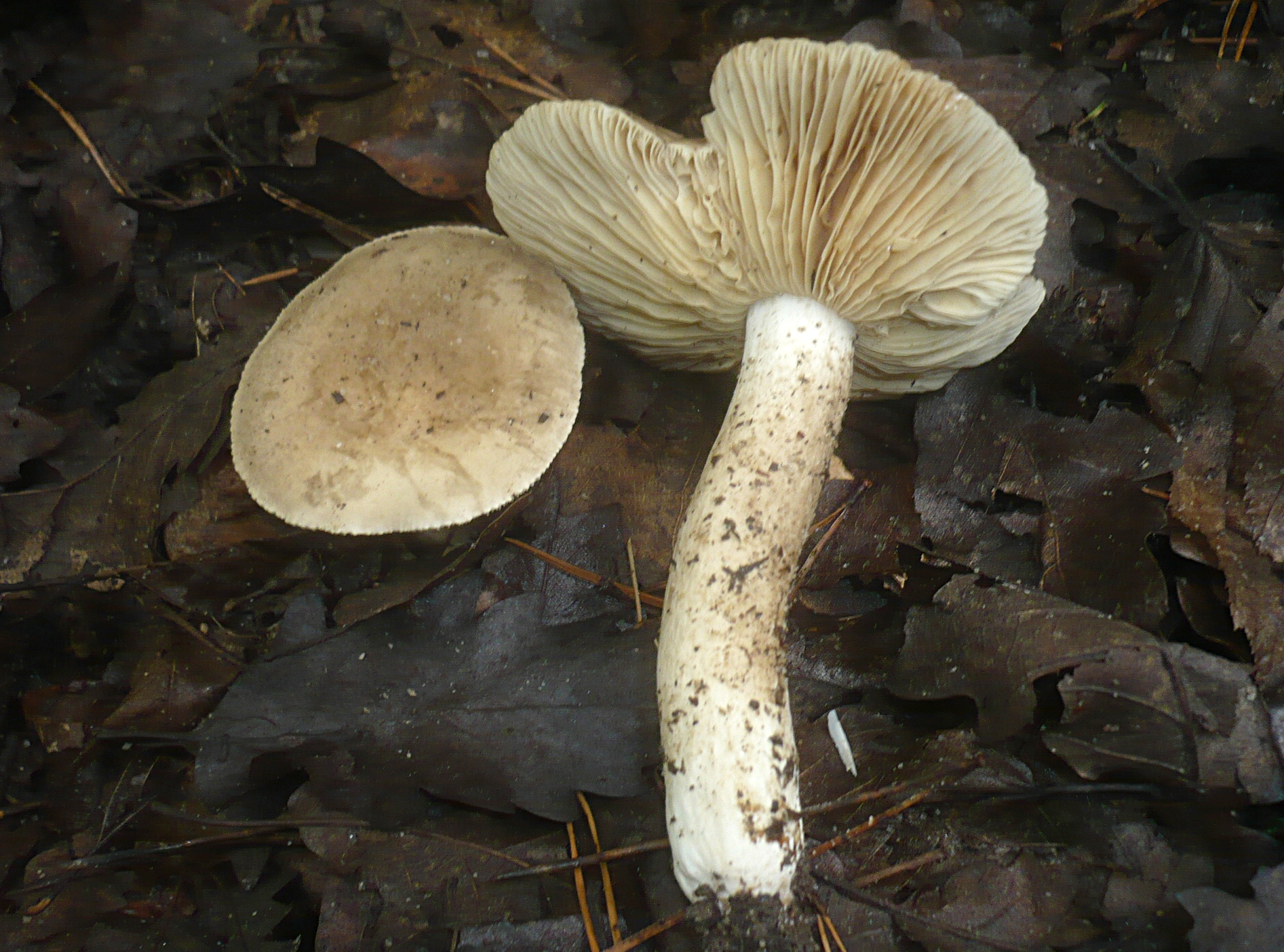
!Lactarius azonites!
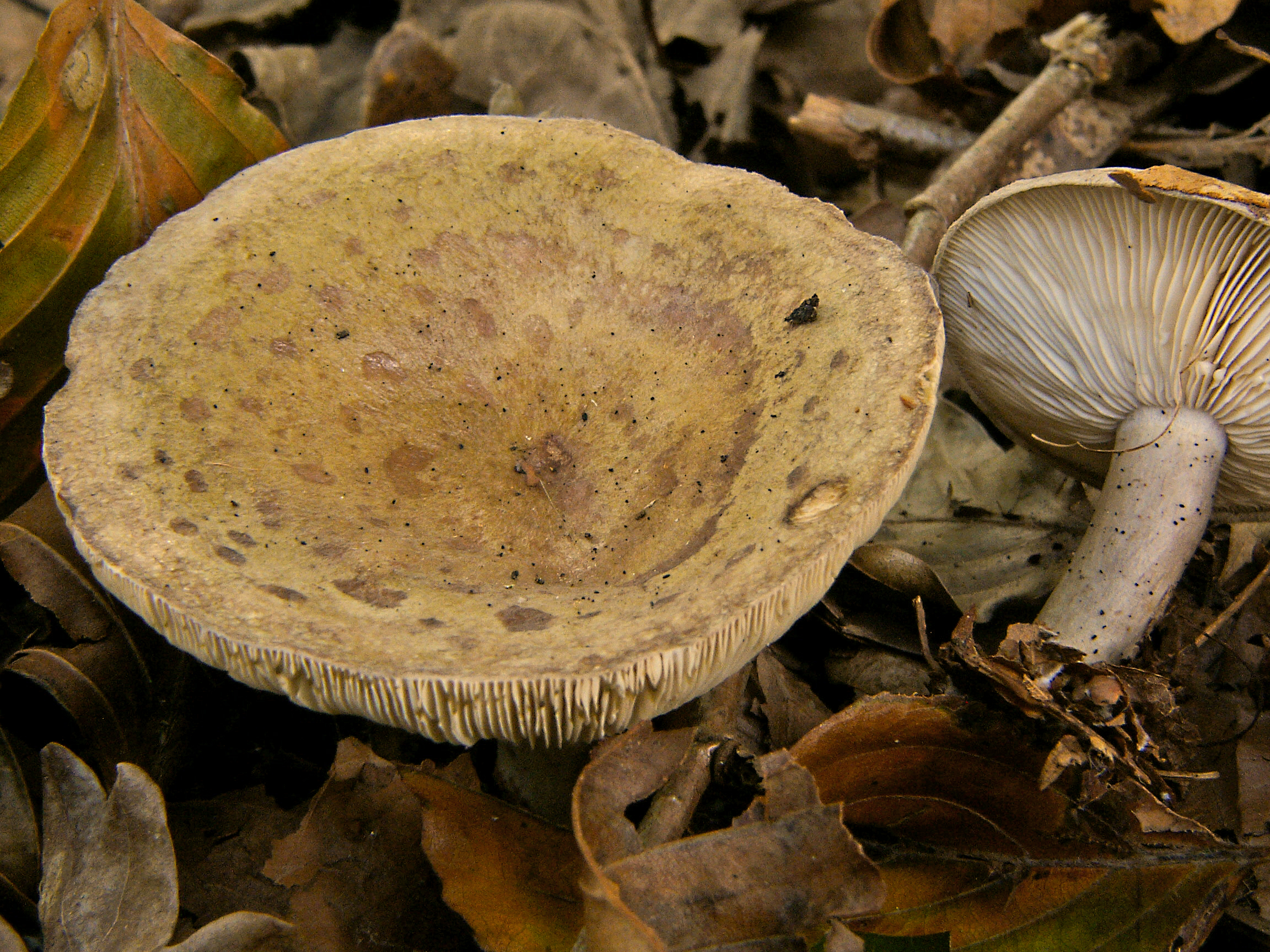
!Lactarius blennius!
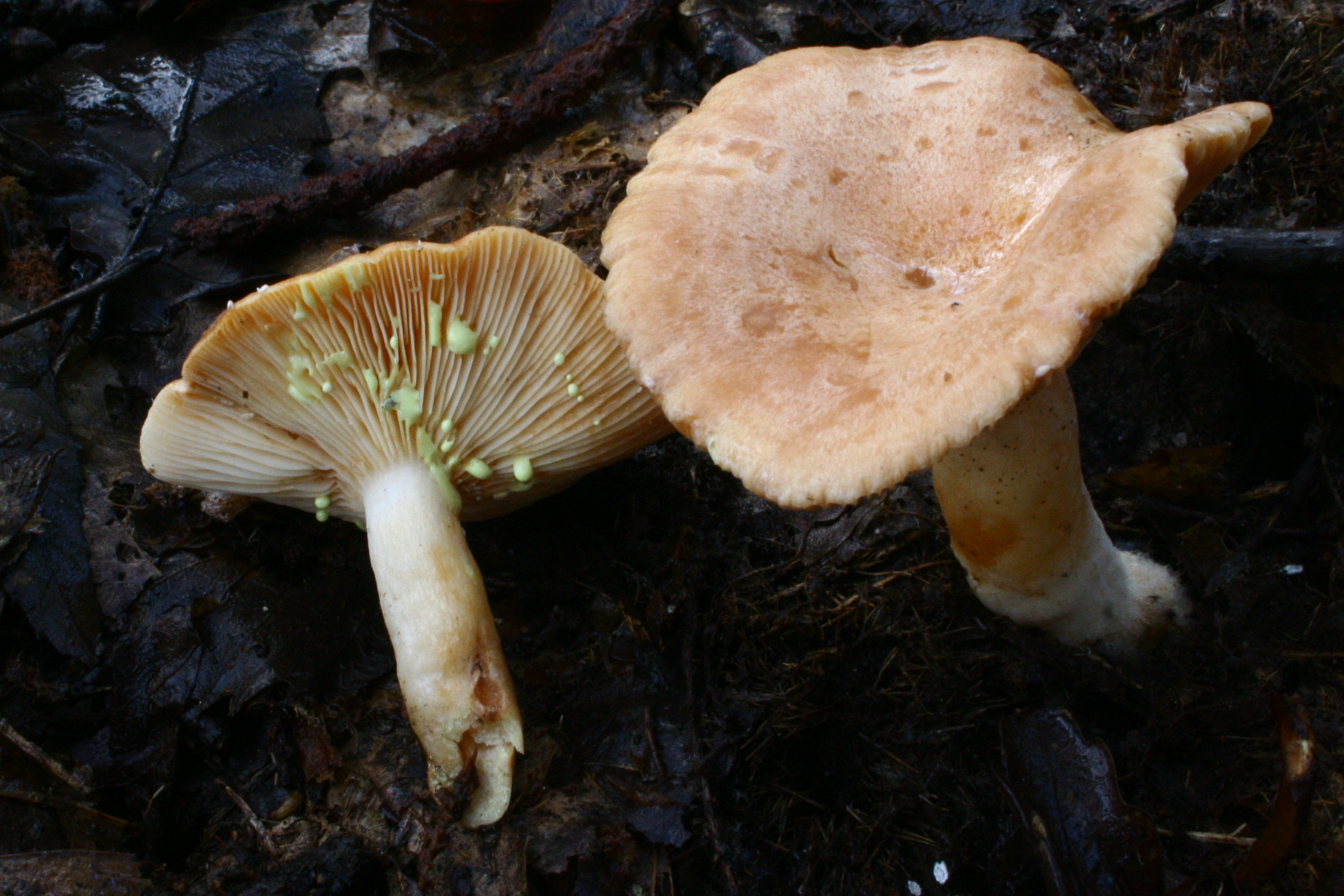
!Lactarius chrysorrheus!
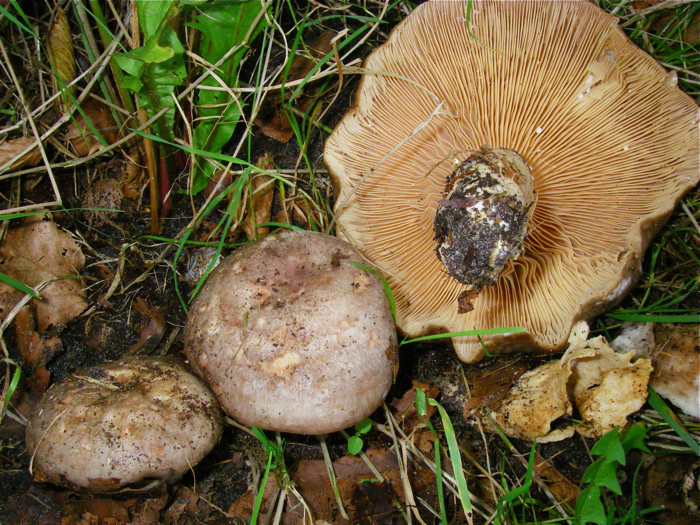
!Lactarius circellatus!
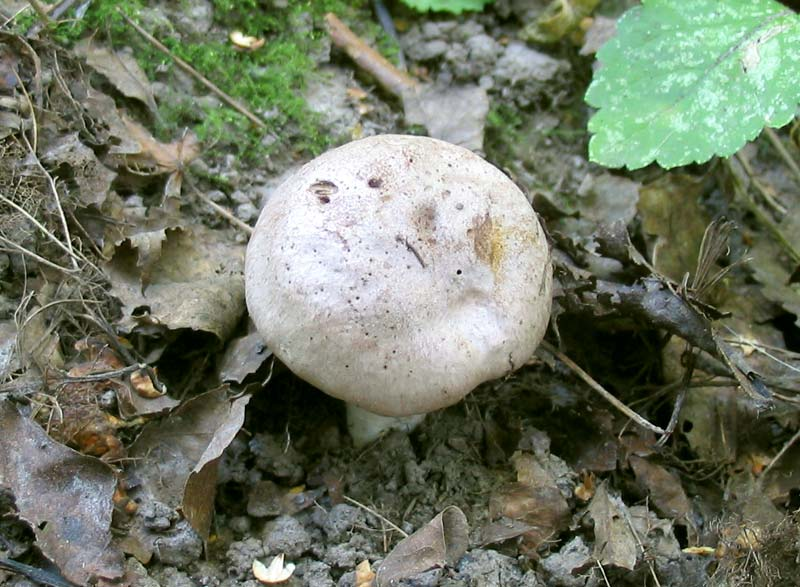
!Lactarius flexuosus!
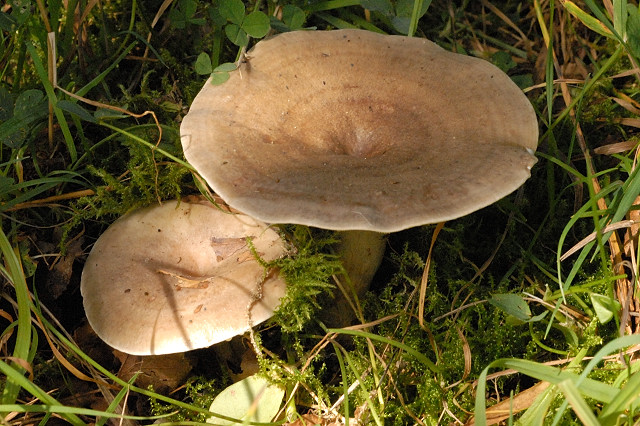
!Lactarius fluens!
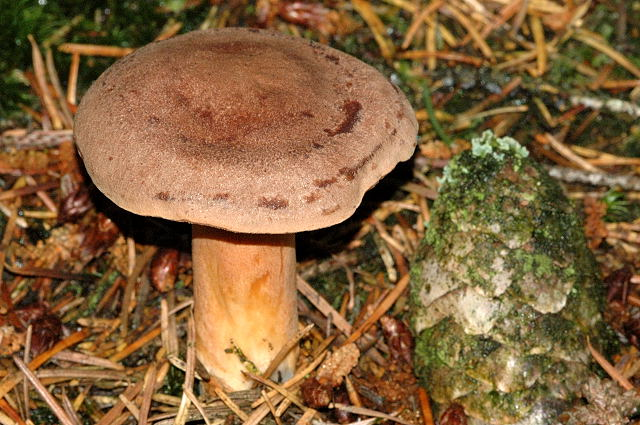
Lactarius fulvissimus

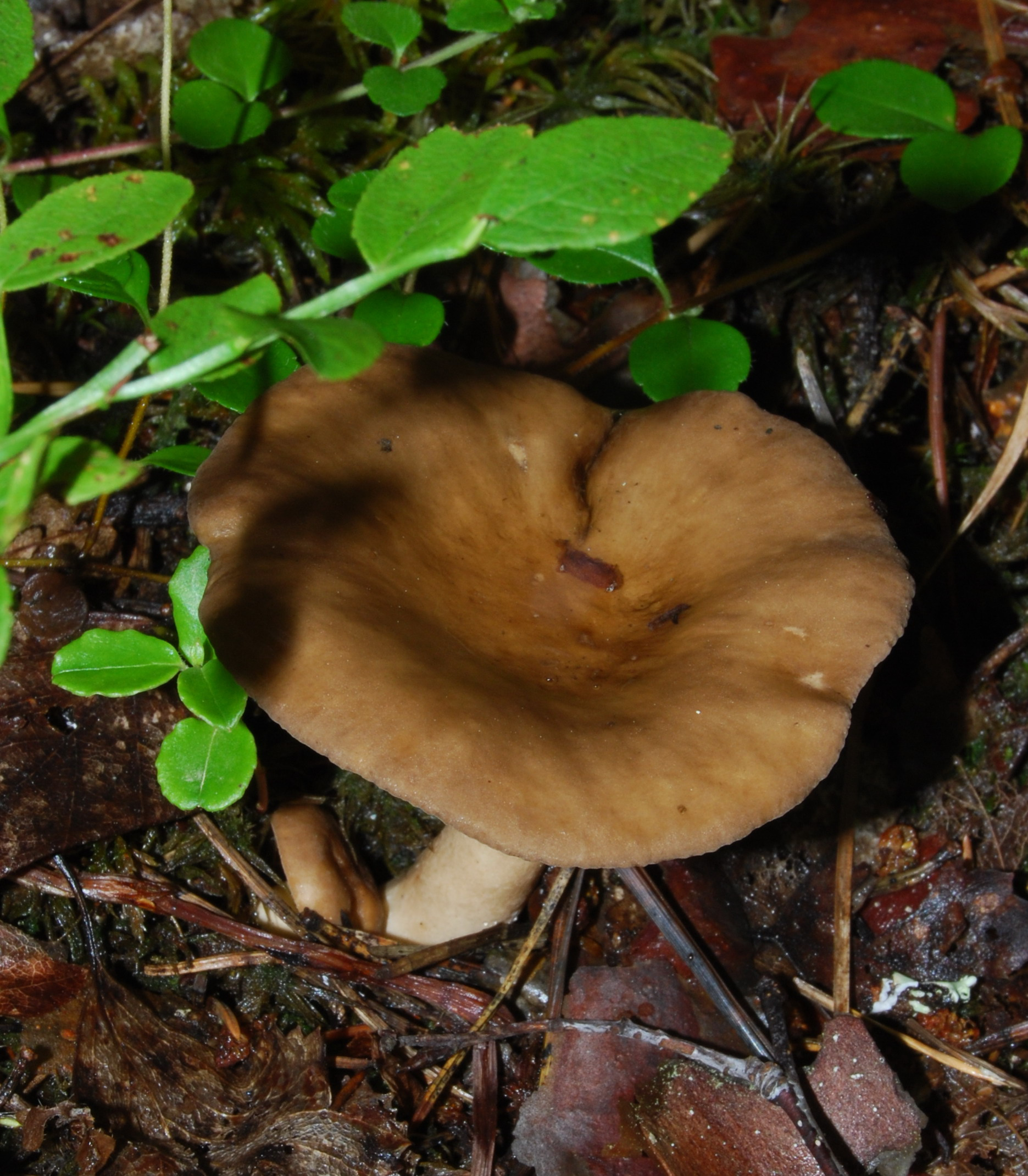
!Lactarius fuliginosus!
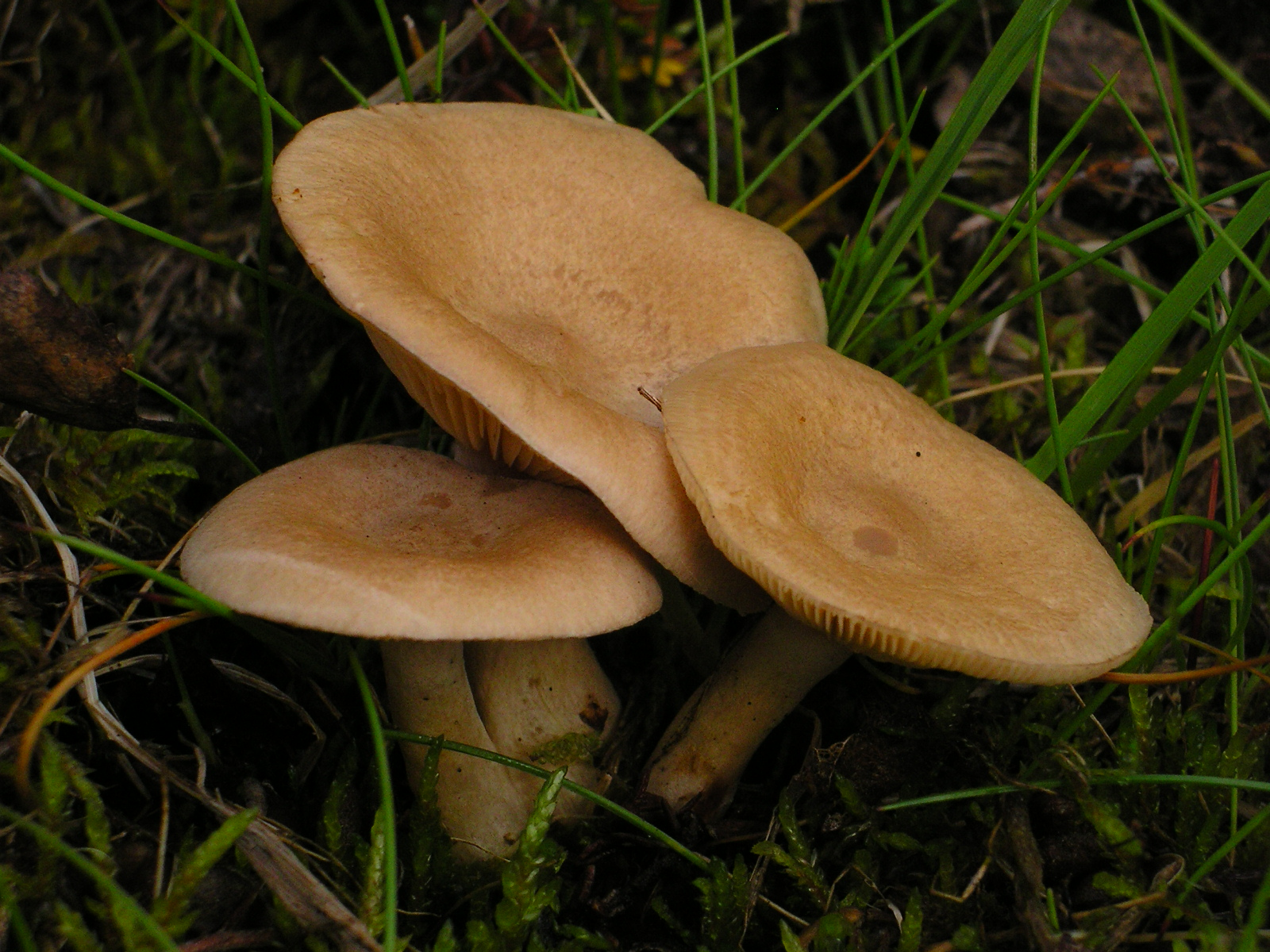
Lactarius glyciosmus
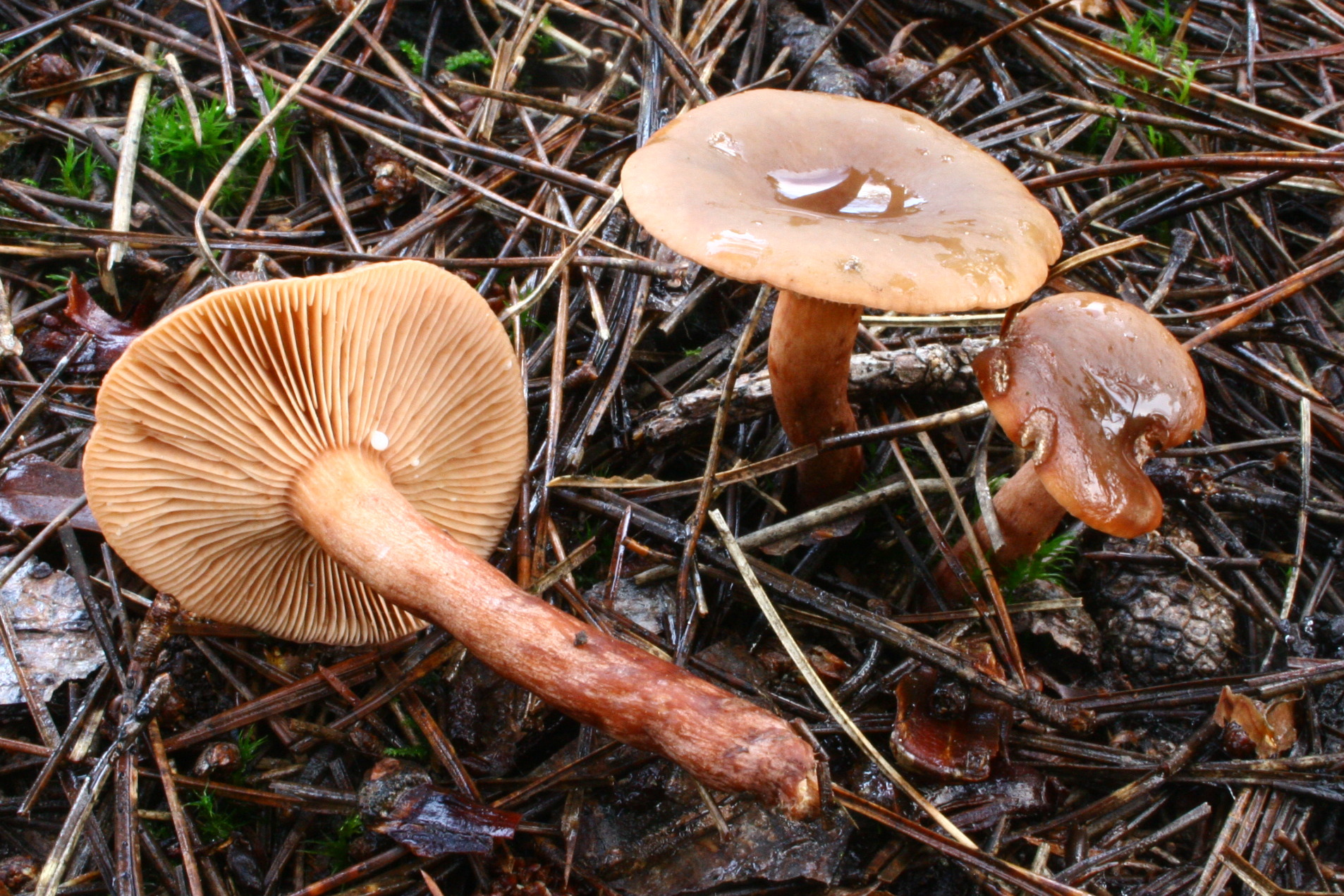
!Lactarius hepaticus!
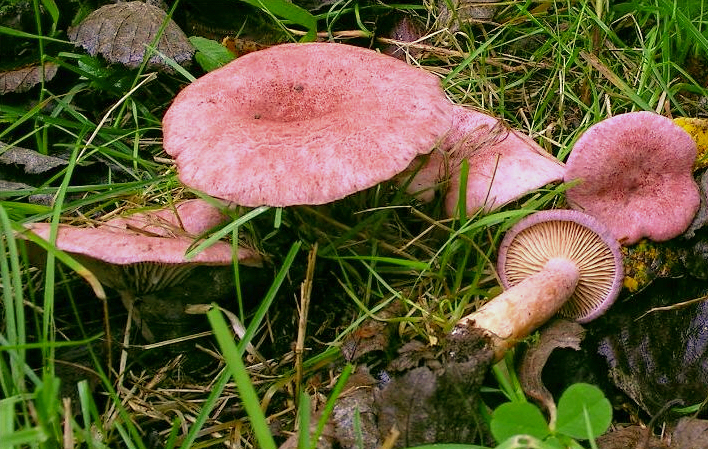
!Lactarius lilacinus!
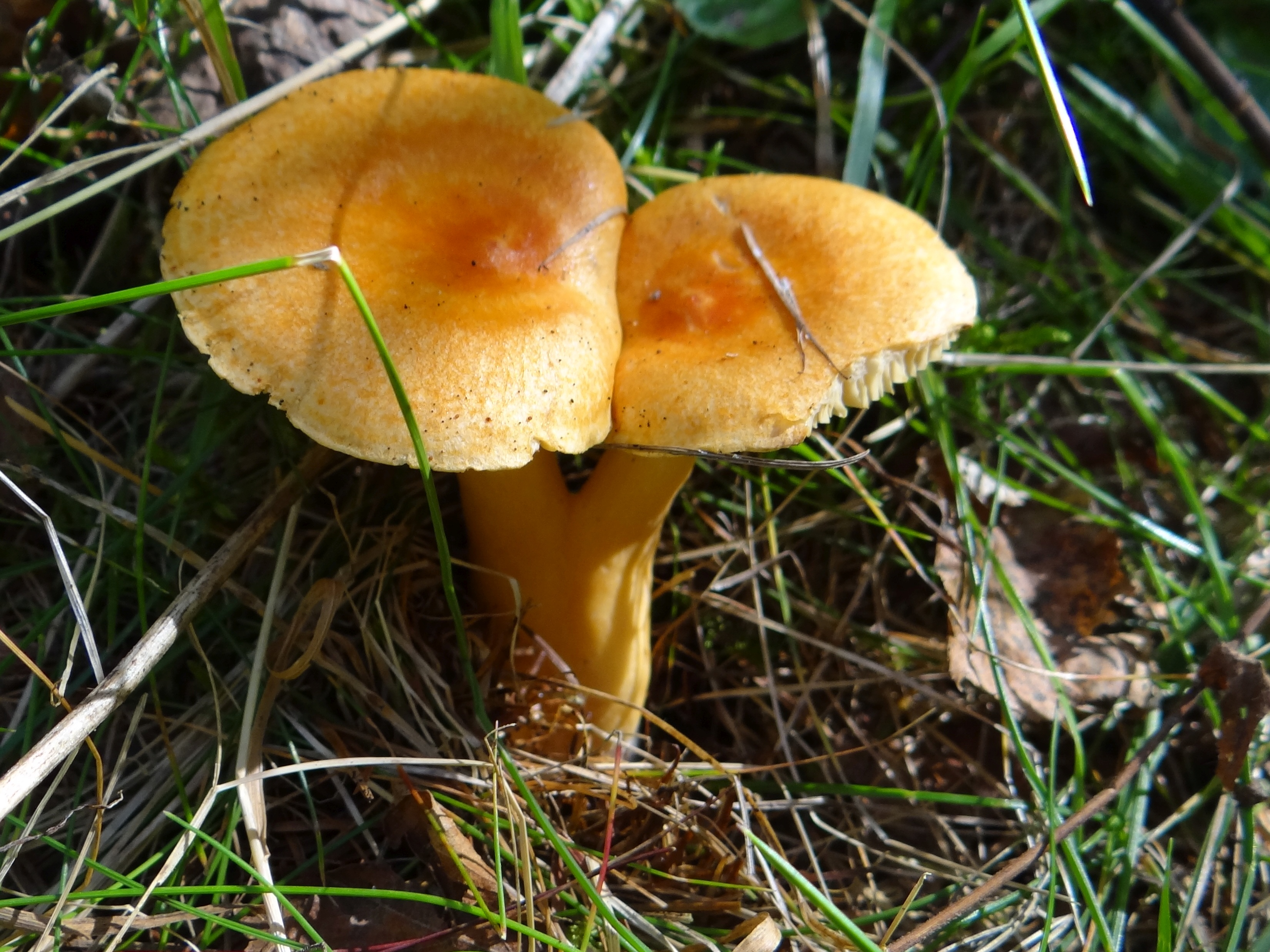
Lactarius porninsis
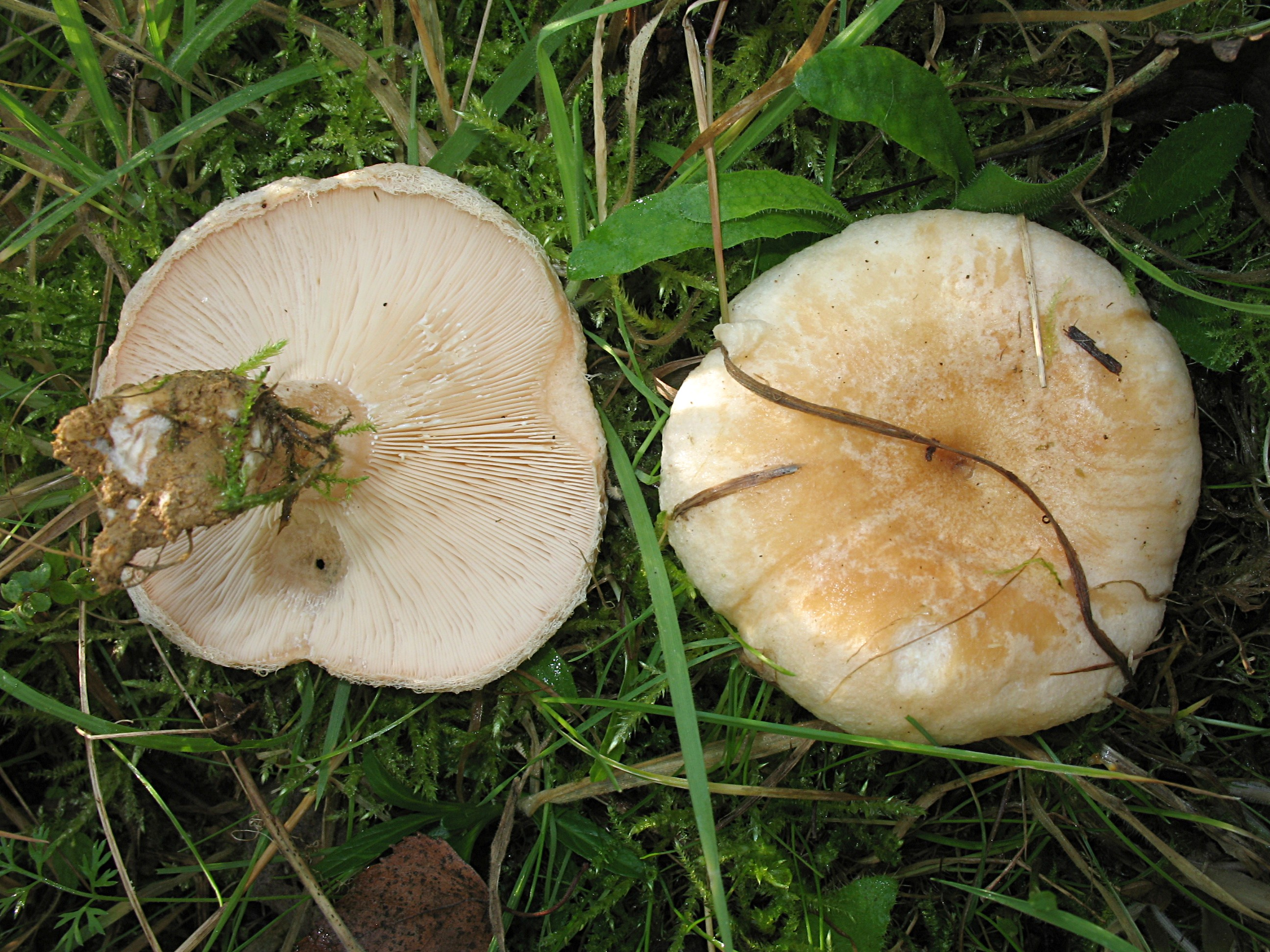
!!Lactarius pubescens!!
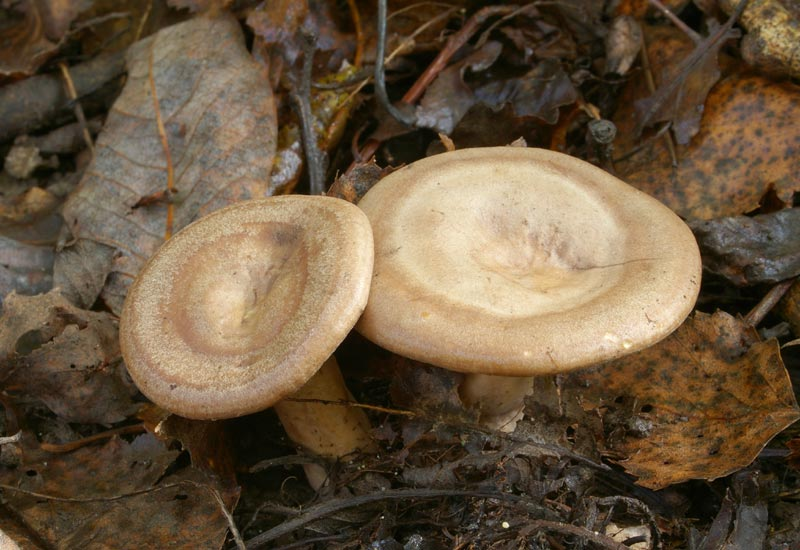
!Lactarius pyrogalus!
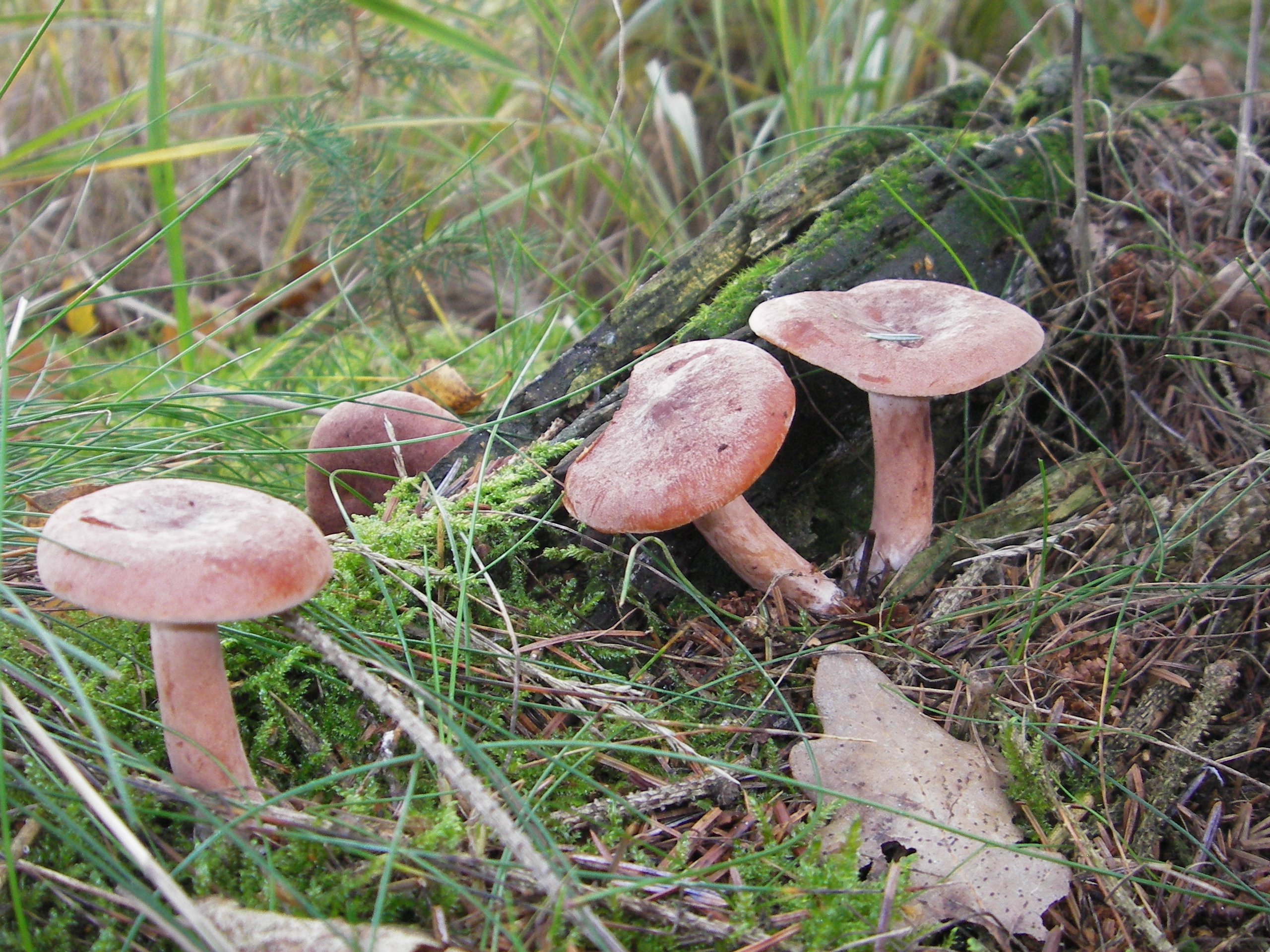
!Lactarius rufus!
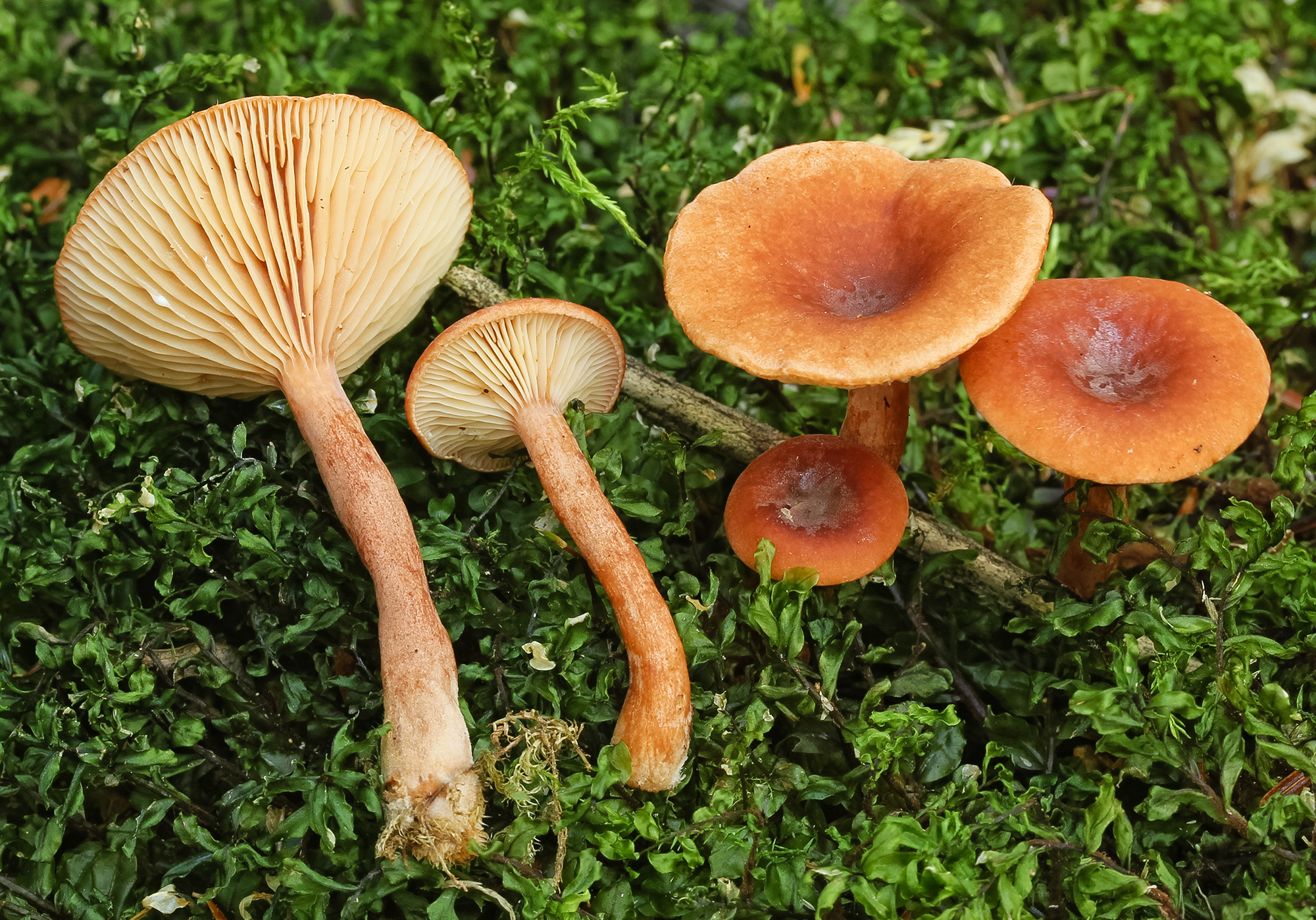
Lactarius subdulcis

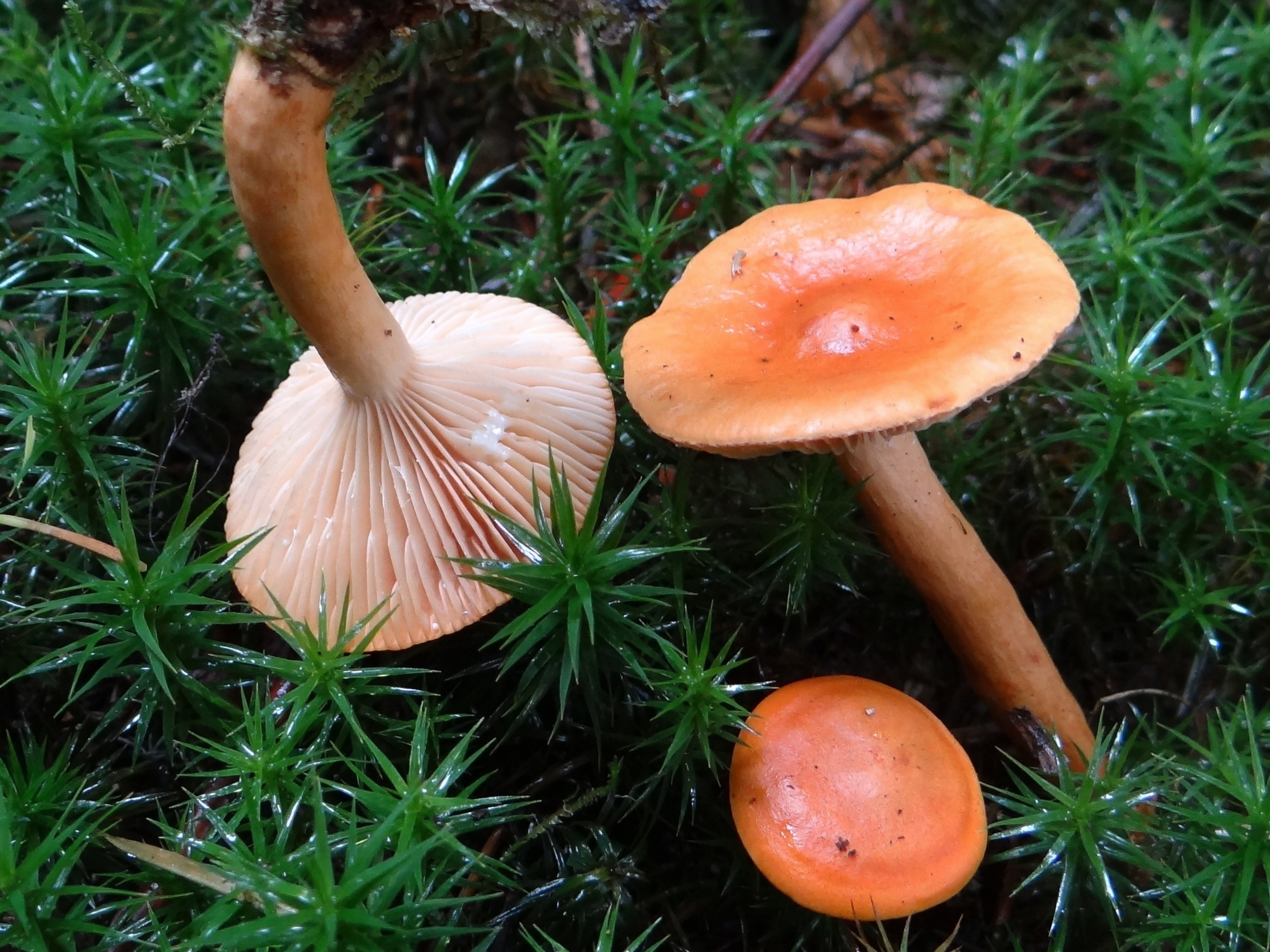
!Lactarius tabidus!
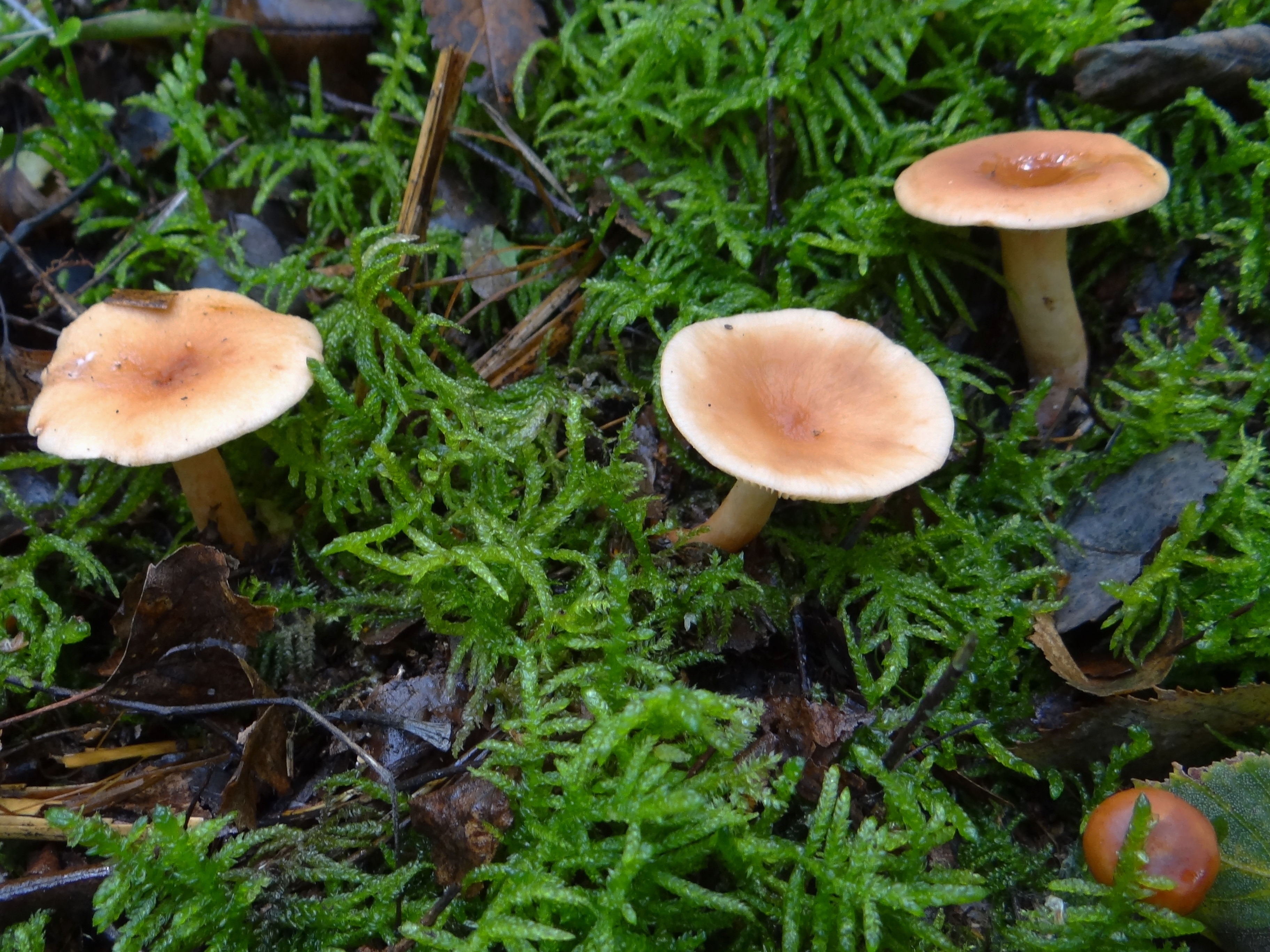
Lactarius theiogalus
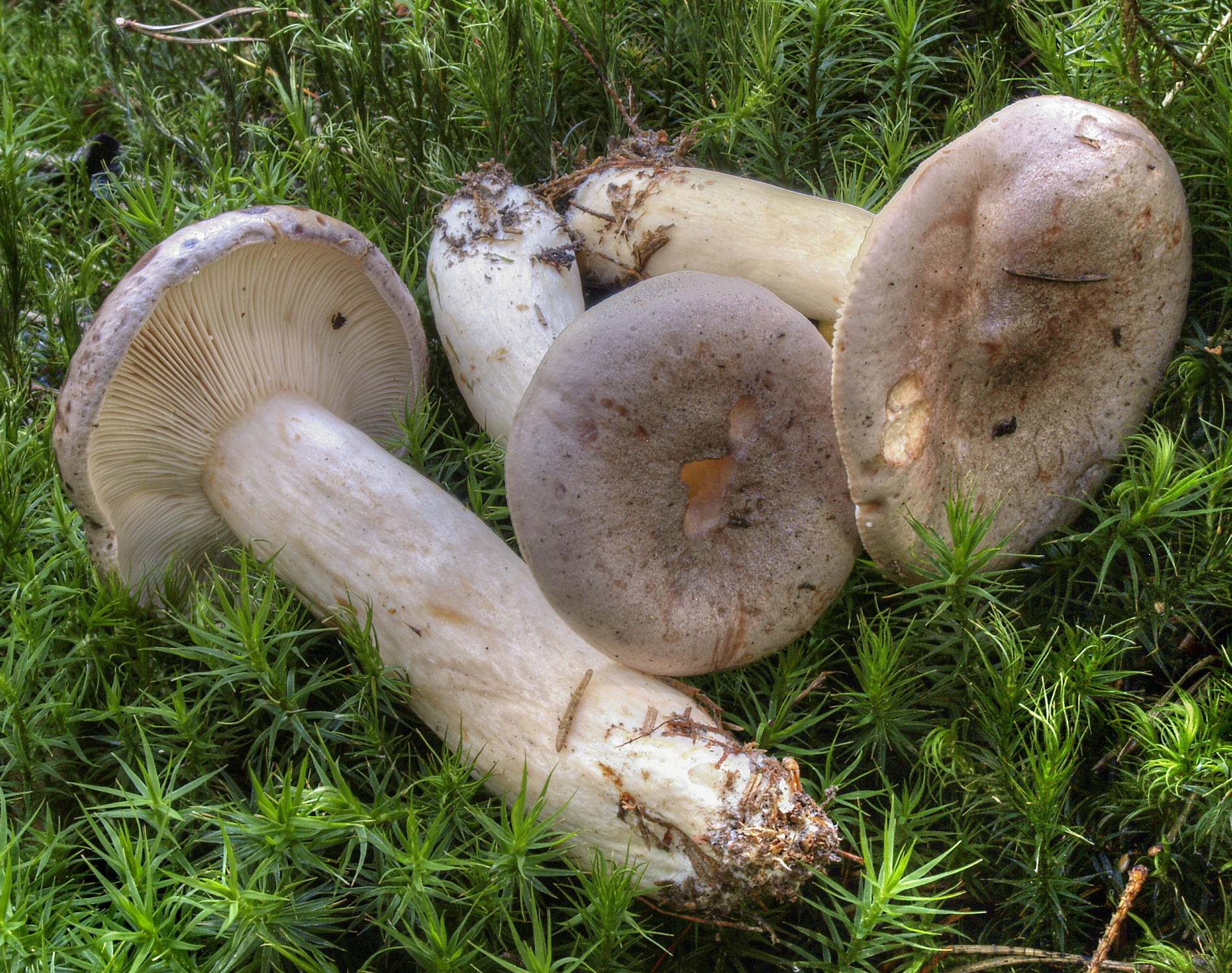
!Lactarius trivialis!
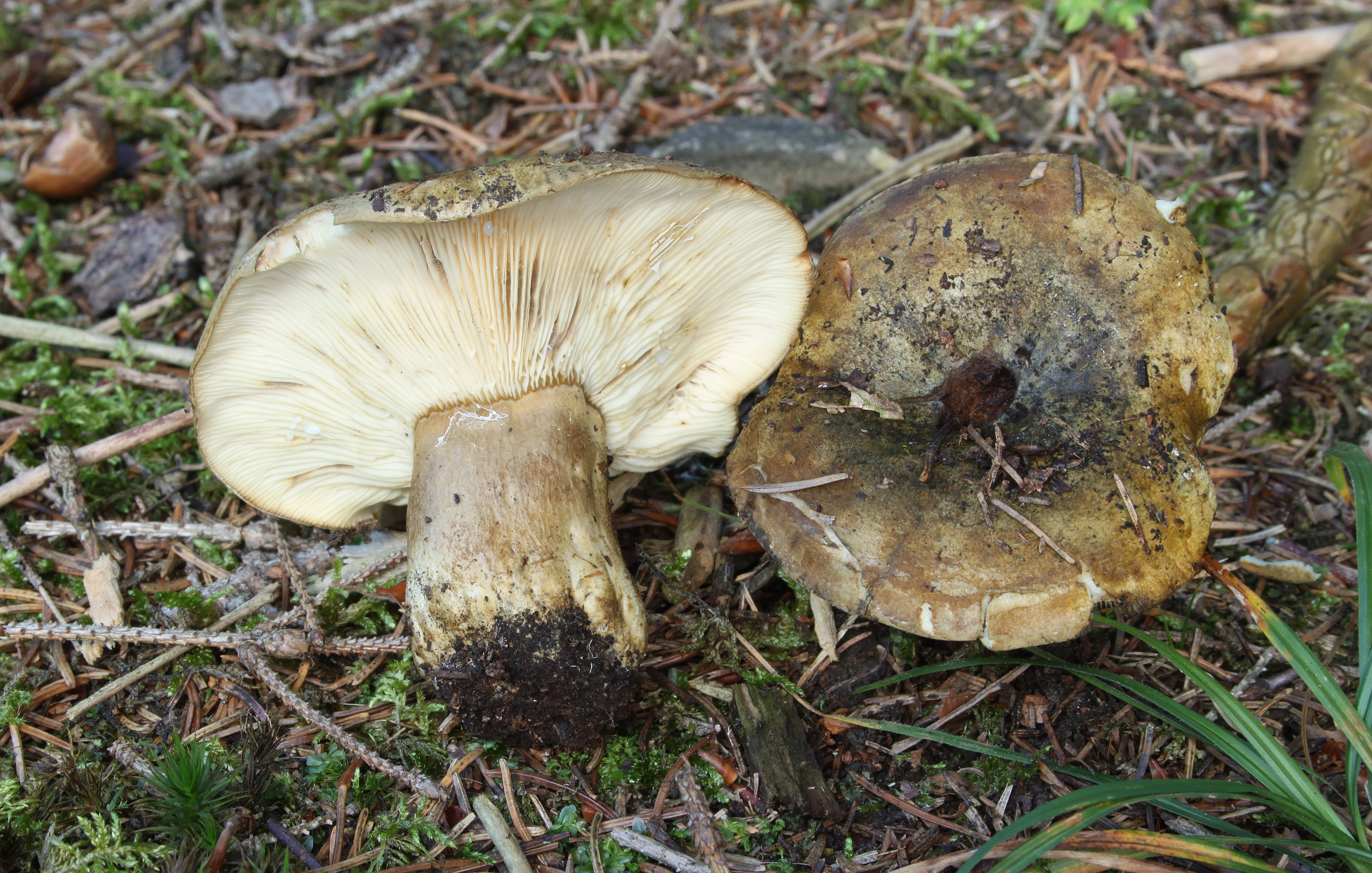
!!!Lactarius turpis!!!
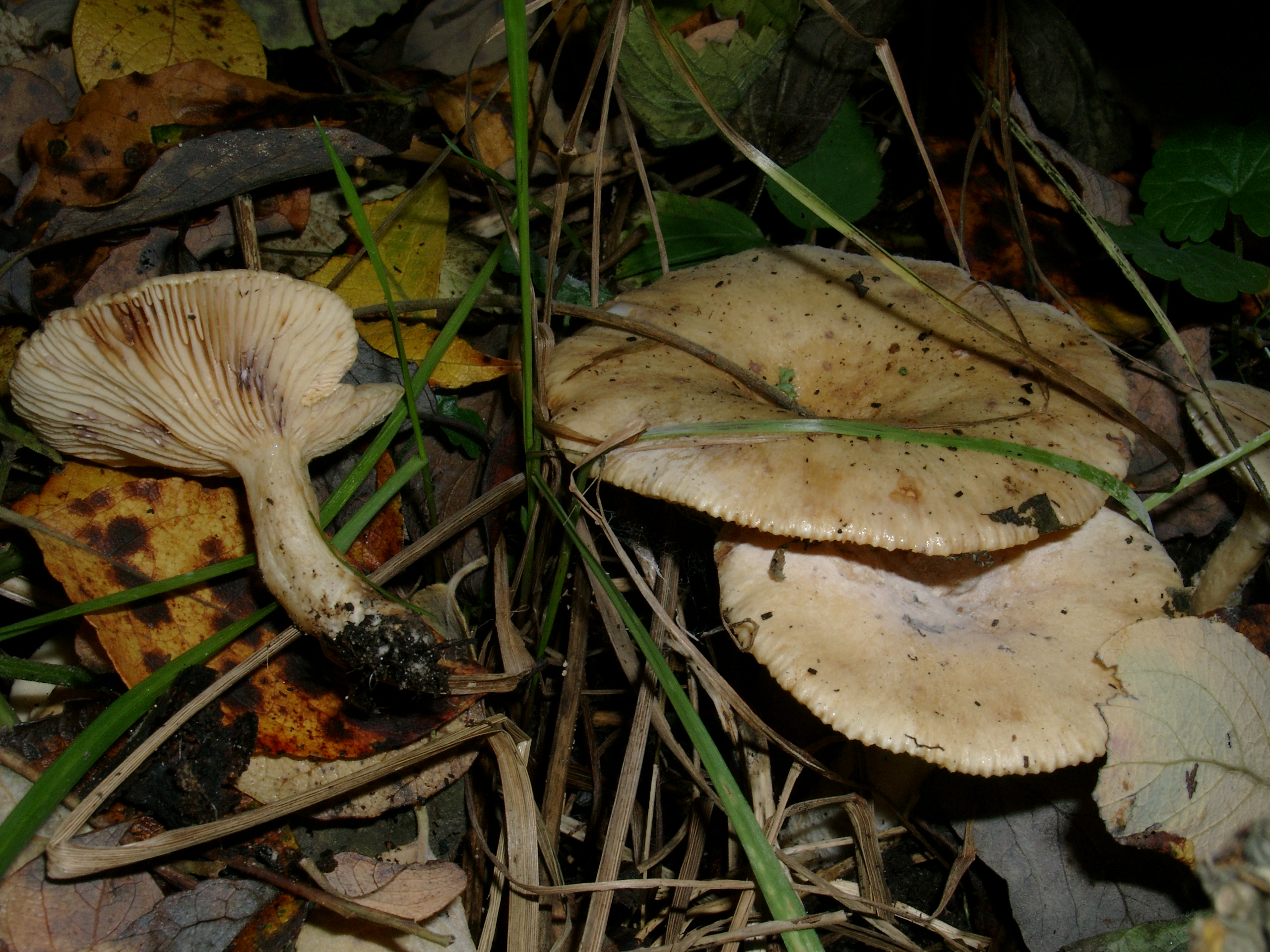
!Lactarius uvidus!
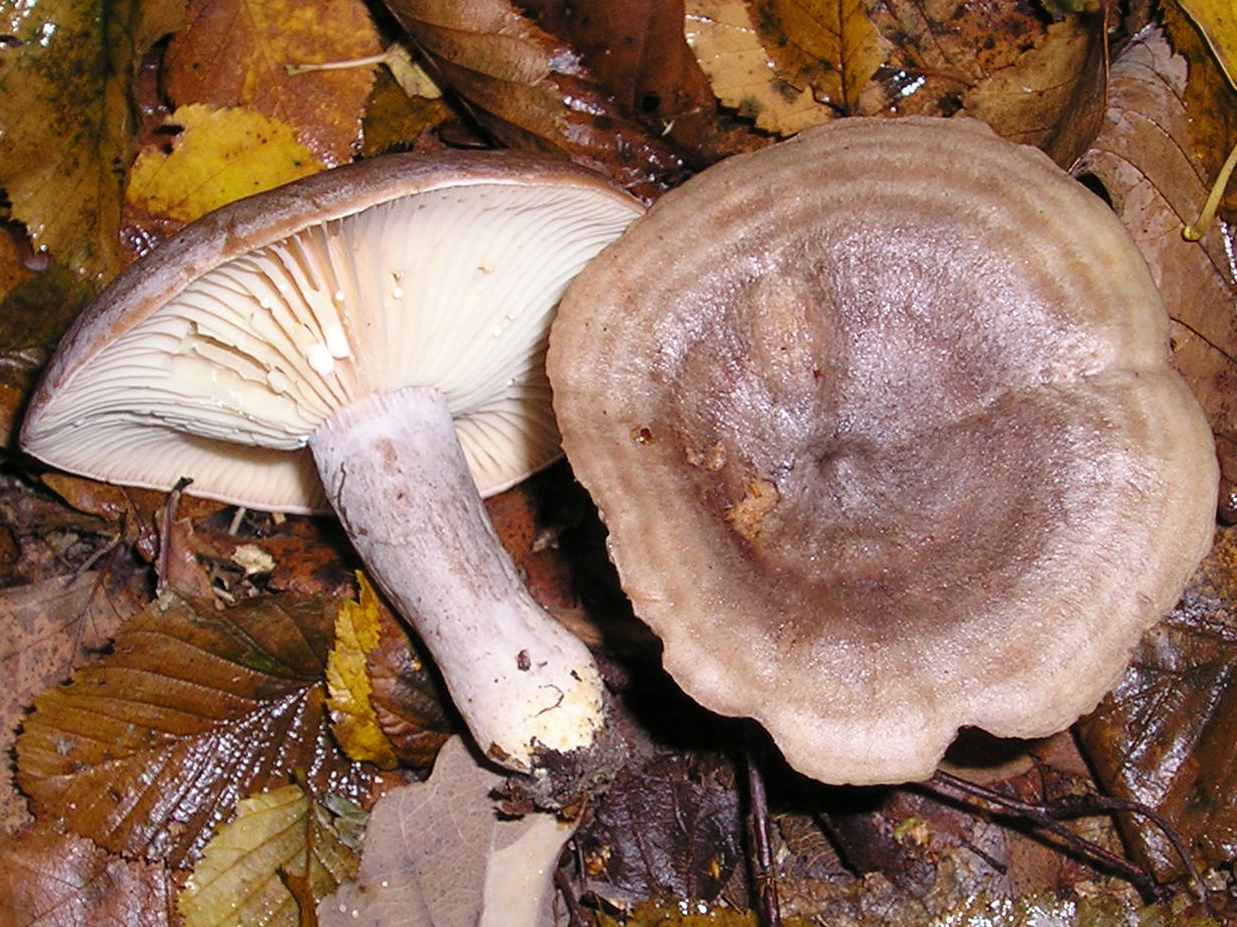
!Lactarius vietus!
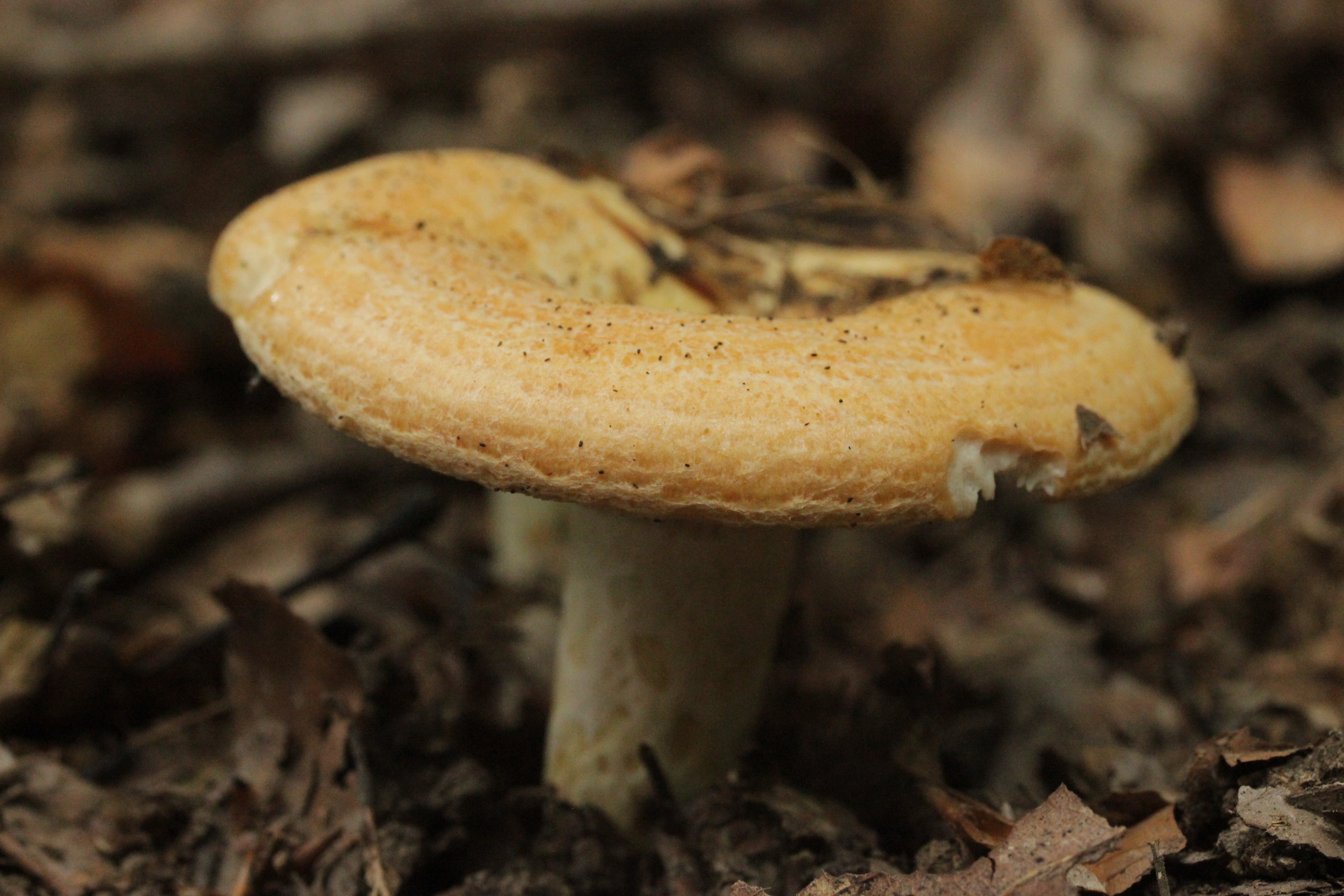
!Lactarius zonarius!

## Valorificare
Buretele este din cauza gustului amar și extrem de iute absolut necomestibil. 